# David John Astley
David John Astley, noto anche come Dai Astley (Dowlais, 11 ottobre 1909 – Birchington-on-Sea, 7 novembre 1989), è stato un calciatore e allenatore di calcio gallese.

## Carriera
Attaccante prolifico, passa la maggior parte della carriera nelle file dell'Aston Villa realizzando 92 reti in 165 incontri, vale a dire più di una rete ogni 2 partite. Ottima è anche la sua media realizzativa nella nazionale gallese, con 12 reti in soli 13 incontri disputati
Intrapresa la carriera di allenatore, viene a sorpresa ingaggiato dall'Inter per le ultime partite della stagione 1947-48, e confermato per l'annata 1948-49, stagione in cui i nerazzurri con gli acquisti a sensazione di Nyers, Armano e Giovannini cercano di interrompere il predominio del Grande Torino.
Tuttavia l'esito non è quello sperato, a metà stagione il distacco in classifica è già notevole e progressivamente Astley viene esautorato dalla guida tecnica a vantaggio del direttore tecnico Giulio Cappelli. Il secondo posto finale non impedirà l'esonero del gallese, al quale subentrerà proprio Cappelli in qualità di coach.
Nella stagione successiva allena il Genoa, concludendo il campionato all'undicesimo posto.